# 全国人民代表大会常务委员会办公厅离退休干部局
全国人民代表大会常务委员会办公厅离退休干部局（简称全国人大常委会办公厅离退休干部局），是全国人民代表大会常务委员会办公厅内设机构。

## 沿革
全国人大机关行政本级、全国人大常委会法制工作委员会、全国人大常委会办公厅离退休干部局是三个独立核算的行政单位，统称全国人大机关。
在局长丁玉贤任期内，在全国人大机关党组关心下，离退休干部局推动挂牌成立全国人大机关离退休干部活动中心，并成立老干部合唱团。全国人大机关老干部合唱团成立后数年来，在中山音乐堂、北京音乐厅、人民大会堂、国家大剧院等场所都参加过演出或活动。老干部合唱团成立后，丁玉贤还支持建立了书画小组、棋牌小组、摄影小组、模特队等兴趣小组。机关里有了老干部活动站之后，丁玉贤又根据老干部居住地扩建完善了十多个老干部活动站。
中共十八大以来，离退休干部局党委在全国人大常委会领导和机关党组、机关党委的领导下，贯彻全面从严治党的战略部署，加强“两项建设”，推进党建工作。局党委下设19个老同志党支部和1个局机关党支部。2017年初，局党委召开第二次党员代表大会，确定了今后工作思路，选举产生了新的党委委员；同时设立1名副书记，在现有编制内配备1名专职党务工作者。

## 机构设置
- 办公室[4]
- 一处
- 二处[5]

## 历任领导
| 局长 …… - 丁玉贤（2002年—2012年） - 杨瑞雪（？—2016年） - 曹彦芳（？—） 副局长 …… - 丁玉贤（2000年—2002年） - 彭清寿（？—？） - 张雅楠（？—？） 巡视员 副巡视员 …… - 杨绍丞（？—2015年被双开） | 党委书记 - 曹彦芳（？—？） |